# Кармен (новела)
«Кармен» (фр. Carmen) — новела французького письменника Проспера Меріме. Написана у 1845. Всесвітня слава цього твору почалася в 1875, коли Ж. Бізе поставив однойменну оперу, яка з тріумфом продовжує своє життя на всіх оперних сценах світу.

## Історія створення
У 1830 Проспер Меріме здійснив подорож до Іспанії, де зустрів циганку Карменсіту, яка стала прототипом героїні новели. Для того, щоб точно передати характер героїні Меріме детально вивчив наукові праці про циган, їхню мову.

## Сюжет
Мандрівник-француз, фахівець з давньої історії зустрів колишнього солдата, а тепер розбійника Хосе Марію, який розповів йому про свою пристрасть і ревнощі до циганки Кармен.
Хосе, який був тоді єфрейтором і мав намір стати офіцером, уперше побачив вродливу циганку серед робітниць тютюнової фабрики і закохався у неї. Коли йому наказали відвести Кармен до в'язниці, бо вона поранила ножем під час бійки іншу робітницю, то вона, використовуючи його пристрасть до неї, утекла. В результаті до в'язниці потрапив Хосе. Він став простим солдатом. Його подальше життя стало невіддільне від Кармен. Він йшов за нею, попри те, що вона ним гралася, і страждав від ревнощів. Через неї він побився з поручиком свого полку, що поклало край військовій кар'єрі. Заради неї він став контрабандистом, але вона весь час давала підстави для ревнощів. Усе завершилося трагічно. Коли у Кармен з'явився новий коханець — пікадор Лукас, то Хосе, зрозумівши, що вона ніколи не буде йому вірною, не зміг стримати себе і вбив її ножем та віддав себе в руки правосуддя.

## Особливості новели
Новела за своєю структурою — це оповідь в оповіді, що дає змогу письменнику показати людину в цілому, а не тільки її характер.
У новелі звичаї та і опис циганського народу подано детально, часто вживаються слова іспанського та циганського походження, які Меріме подає так, що вони зрозумілі читачеві.
Герої новели належали до народів з різною культурою, що дуже відрізняло їх одне від одного. Хосе — баск; а Кармен — циганка. Тут зіткнулися дві народності, відповідно, два погляди на світ.
Кармен і Хосе по-різному ставилися до кохання, що поєднувало їх обох. Для Хосе кохання — це щось постійне, незмінне, на все життя. Заради кохання він робить все, щоб завжди бути поряд з нею. Для Кармен кохання було імпульсивним, не тривалим і могло також раптово зникнути, як і виникло, воно не могло б заволодіти її серцем назавжди. Для неї найважливішим було право бути вільною, чинити так, як самій подобалося.

## Переклади українською
- Проспер Меріме. Кармен і інші оповідання. Переклад з французької: Михайло Рудницький. Стрий: Горихвіт, 1926.
- Кармен: опера на 4 дії. музика Жоржа Бізе; текст Мельяка Галеві (за романом Проспера Меріме). Переклад з французької: Микола Вороний. Харків: Рух. 1930. 68 с. — (Театральна бібліотека ; № 85)
- Проспер Меріме. Твори у 2 томах томах. Том 1 (Мозаїка. Етруська ваза. Партія в триктрак. Листи з Іспанії. Подвійна помилка). Переклад з французької: Сергій Буда. Київ: Держлітвидав, 1940. 368 стор. (примітка: вийшов лише 1-й том)
- Проспер Меріме. «Кармен» (новела). Переклад з французької: Михайло Москаленко, Всесвіт, 2003, № 5—6.
- Проспер Меріме. Кармен. Коломба (новели). Переклад з французької: Борис Ткаченко, Валер'ян Підмогильний. Київ: Знання. 2015. 223 с. (Скарби) ISBN 978-617-07-0340-8 (палітурка). — ISBN 978-617-07-0339-2 (м'яка обкладинка)